# Hendrik Frederik Verheggen

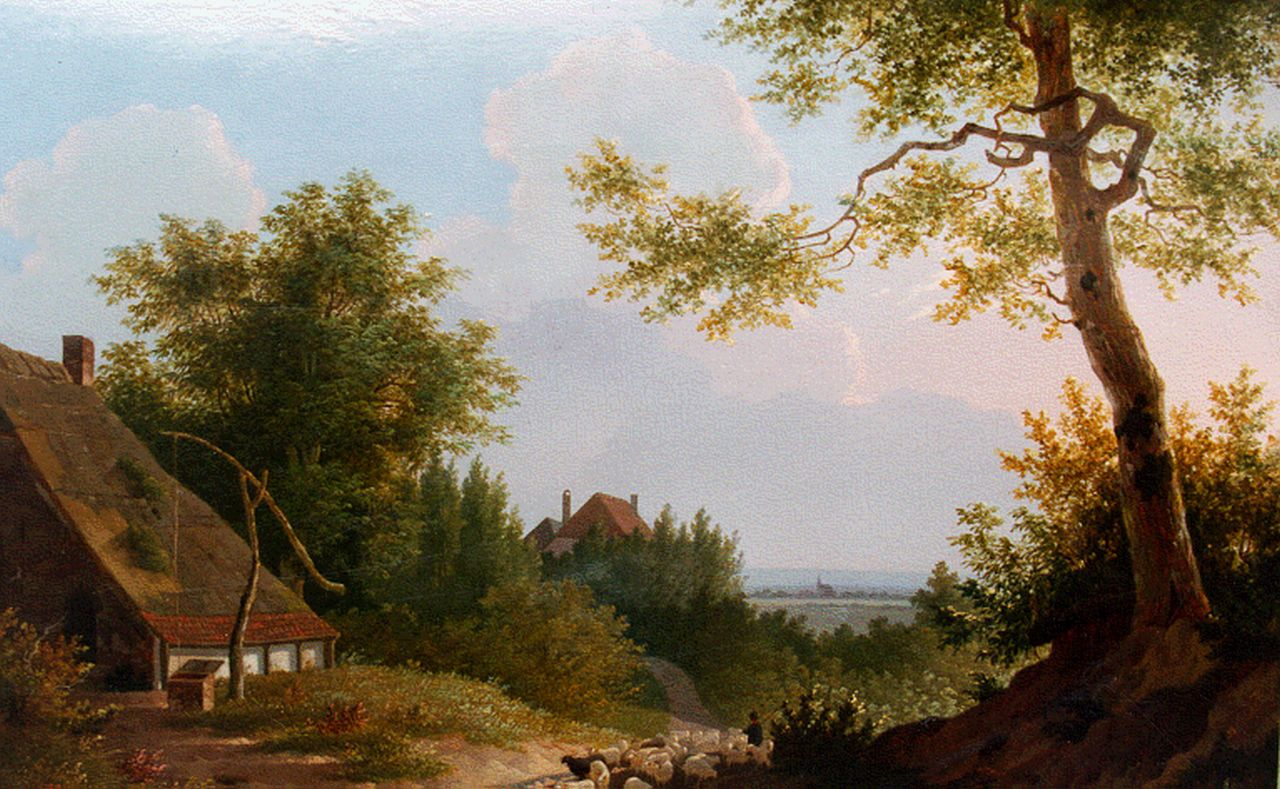
Romantische Dorflandschaft

Hendrik Frederik Verheggen (* 12. Oktober 1809 in Dordrecht; † 28. Oktober 1883 ebenda) war ein niederländischer Landschaftsmaler und Aquarellist.
Verheggen war Schüler von Adrianus van der Koogh. Er unternahm mehrere Studienreisen nach Deutschland. Er war Mitglied des Vereins „Kunstmin“ in Dordrecht. Verheggen unterrichtete Frans Lebret und Cornelis Johannes de Vogel.
Er nahm an Ausstellungen in Amsterdam 1832 sowie in Groningen 1849 und 1871 teil.